# Jonathan Rommelmann
Jonathan Rommelmann (født 18. december 1994 i Mülheim an der Ruhr) er en tysk letvægtsroer.
I 2015 blev Rommelmann verdensmester i dobbeltsculler ved VM for U/23 , og samme år var han med til at vinde VM-sølv for seniorer i dobbeltfireren. I 2016 vandt han VM-sølv i singlesculler, og i 2019 blev han sammen med Jason Osborne europamester i dobbeltsculler, mens duoen vandt VM-bronze. I både 2020 og 2021 vandt de EM-sølv, og de var derfor blandt favoritterne ved OL 2020 i Tokyo (afholdt i 2021) sammen med irerne Paul O'Donovan og Fintan McCarthy. Disse to par vandt også begge deres indledende heats og deres semifinaler, og i finalen lagde tyskerne stærkt ud, men hen imod midten af løbet lagde irerne sig i spidsen og vandt med et pænt forspring, mens Rimmelmann og Osborne vandt sølv langt foran italienerne Stefano Oppo og Pietro Ruta på tredjepladsen.

## OL-medaljer
- 2020:  Sølv i letvægtsdobbeltsculler